# Ořechov (Jihlavai járás)
Ořechov település Csehországban, a Jihlavai járásban. Ořechov Dyjice, Olšany, Urbanov és Žatec településekkel határos. Lakosainak száma 72 fő (2024. január 1.).

## Népesség
A település lakosságának változását az alábbi diagram mutatja:
| Lakosok száma | 113  | 114  | 115  | 112  | 84   | 74   | 72   | 70   | 69   | 72   |
|               | 1869 | 1890 | 1921 | 1950 | 1980 | 2001 | 2017 | 2019 | 2022 | 2024 |